# Олександро-Невська лавра
Свято-Троїцька Олекса́ндро-Не́вська ла́вра — православний монастир, державний заповідник у Санкт-Петербурзі.
Заснований 1710 царем Петром І у пам'ять перемоги Олександра Невського над шведами.[джерело?]
1797 — перетворений на лавру.
Являє собою цікавий архітектурний комплекс.
До лаври було перенесено останки Олександра Невського. Тут також поховані Левко Мацієвич, О. В. Суворов, М. В. Ломоносов, М. І. Глінка, Ф. М. Достоєвський, грузинський князь Дмитро, та інші.

## Архімандрити
- архімандрит Феодосій (Яновський) (1712—1721);
- архімандрит Петро Смелич (1725—1736);
- архімандрит Стефан (Калиновський) (1736—1742), з 1739 — єпископ Псковський.

Далі, з утворенням Санкт-Петербурзької єпархії, архімандритами лаври були правлячі єпископи згаданої єпархії.